# توماس کیلگور شروود
توماس کیلگور شروود (انگلیسی: Thomas Kilgore Sherwood; ۲۵ ژوئیهٔ ۱۹۰۳ – ۱۴ ژانویهٔ ۱۹۷۶) یک مهندس اهل ایالات متحده آمریکا بود. عدد شروود در انتقال جرم به افتخار وی نامگذاری شده است.